# Dobrodol
Dobrodol is een plaats in de gemeente Zagreb in de Kroatische provincie Stad Zagreb. De plaats telt 176 inwoners (2001).